# Jacqueline Gandar
Jacqueline Gandar, née le 17 juin 1994 à Grande-Synthe, est un athlète française spécialiste des courses de fond.

## Carrière
Jacqueline Gandar a commencé l'athlétisme à l'âge de 12 ans. Elle participe en particulier aux compétitions de cross-country, aux épreuves sur piste telles que 1 500 m, 3 000 m, 5 000 m, et, sur route, au 10 km et semi-marathon.
Elle est affiliée depuis 2005 à la section athlétisme du club du HAC (Havre Athlétic Club) où son entraîneur est Jean-Jacques Nouet. 
En mars 2016, elle réalise un doublé inédit au championnat de France de cross-country en étant sur le podium Elite alors qu'elle est encore en catégorie Espoirs.
Quelques jours plus tard, elle réalise 1 h 11 min 21 s au semi-marathon des boucles de la Seine à Saint-Pierre-lès-Elbeuf, mais après vérification, il s'avère qu'il manque 100 mètres au parcours; par conséquent, ce qui aurait pu être un record de France Espoirs n'a pas été homologué. Elle est qualifiée pour le championnat du monde de semi-marathon à Cardiff mais doit renoncer à participer pour ne pas compromettre sa préparation pour le championnat d'Europe d'Amsterdam.
En 2018, elle participe à son premier championnat du monde de semi-marathon à Valence.
En parallèle de sa carrière d'athlète, elle est ingénieure agronome depuis 2017.

### Palmarès

#### Palmarès national
- 2014 : Championnat de France de cross-country au Pontet : 3e en Espoirs et 20e en Élite
- 2014 : Championnat de France de 10 km à Valenciennes : 1re en Espoirs et 3e en Élite en 34 min 42 s
- 2014 : Championnat de France Espoirs à Albi : 1re du 5000 m en 17 min 17 s 7 (sous des trombes d'eau[5])
- 2015 : Championnat de France de cross-country  aux Mureaux : 1re en Espoirs et 8e en Élite
- 2015 : Championnat de France de 10 km  à Aix-les-Bains : 1re en Espoirs et 1re en Élite en 34 min 04 s
- 2015 : Championnat de France Espoirs à Tomblaine : 1re du 5000 m en 16 min 14 s 33
- 2016 : Championnat de France de cross-country au Mans : 1re en Espoirs et 2e en Élite
- 2016 : Championnat de France de 10 km à Langueux : 1re en Espoirs et 2e en Élite en 33 min 46 s
- 2016 : Championnat de France Espoirs à Aubagne : 1re du 5000 m en 16 min 29 s 60
- 2017 : 1re du cross de Louviers (challenge Carrington)

#### Palmarès international
Dix sélections en équipe de France dont huit en catégories Juniors et Espoirs :
- 2011 : Match en salle Juniors Allemagne-France-Italie sur 1500 m à Hambourg (Allemagne) : 2e par équipe, 5e du 1500 m en 4 min 53 s 38
- 2012 : Match de courses sur route Juniors-Espoirs Italie-France à Sélestat : 2e par équipe, 10 km en 37 min 21 s
- 2013 : Championnat d'Europe de cross-country Juniors à Belgrade (Serbie) : 9e par équipe, 51e en individuel
- 2014 : Match de courses sur route Juniors-Espoirs Italie-France-Serbie à Udine (Italie) : 1re par équipe, 1re du semi-marathon en 1 h 17 min 21 s
- 2015 : Match de courses sur route Juniors-Espoirs Italie-France à Crémone (Italie) : 2e par équipe, 1re du 10 km en 33 min 13 s

- 2015 : Championnats d'Europe de Cross-Country Espoirs à Hyères : 2e par équipe et 37e en individuel
- 2016 : Championnats d'Europe à Amsterdam (Pays-Bas) : 16e du semi-marathon en 1 h 13 min 0 s, meilleure française et record de France Espoirs[6]
- 2016 : Championnats Méditerranéens Espoirs à Tunis (Tunisie) : 3e du 5000 m en 16 min 21 s 94
- 2016 : Match de courses sur route Juniors-Espoirs France-Italie à Rennes : 2e du 10 km en 35 min 4 s
- 2018 : Championnats du monde de semi-marathon à Valence (Espagne) : 81e en 1 h 16 min 46 s

### Records personnels
- Semi-marathon : 1 h 13 min 0 s (10/07/2016 à Amsterdam), record de France Espoirs[1]
- 10 km : 33 min 13 s (18/10/2015 à Crémone), record de France Espoirs[1]
- 5 000 m : 16 min 14 s 33 (25/07/2015 à Tomblaine)
- 3 000 m : 9 min 31 s 31 (13/06/2015 à Lillebonne)
- 3 000 m en salle : 10 min 5 s 07 (05/01/2014 à Val-de-Reuil)
- 1 500 m : 4 min 35 s 75 (10/05/2015 à Sotteville-lès-Rouen)
- 1 500 m en salle : 4 min 43 s 15 (22/02/2014 à Val-de-Reuil)
- 800 m : 2 min 17 s 4 (10/06/2012 à Lillebonne)
- 800 m en salle : 2 min 19 s 68 (25/02/2012 à Val-de-Reuil)

### Distinctions
- Avril 2015 : Athlète du mois sur athle.fr, le site de la Fédération Française d'Athlétisme
- 2015 : Sportif de l'année de la ville du Havre[7],[8]